# 10-Mann-Haus
Das 10-Mann-Haus (englisch Ten-man House) ist ein historisches Wohngebäude in der namibischen Hauptstadt Windhoek. Es ist seit dem 1. August 1986 ein Nationales Denkmal Namibias.
Das Haus wurde 1906/07 als Wohnquartier für unverheiratete hochrangige Regierungsmitglieder in Deutsch-Südwestafrika in H-Form errichtet. Den Entwurf lieferte Gottlieb Redecker. Es steht auf einem Fundament aus Stein, die Wände sind aus ungebackenem Ton errichtet. An den Ecken befinden sich Turmbauten und es ist von Veranden umgeben. Das Dach besteht aus Wellblech. Die Fenster waren ursprünglich aus Holz. Es umfasst 10 Räume in L-Form, zudem vier private und zwei Gemeinschaftsbadezimmer.